# Matteo Pelucchi
Matteo Pelucchi (* 21. Januar 1989 in Giussano) ist ein ehemaliger italienischer Radrennfahrer.

## Sportliche Laufbahn
Matteo Pelucchi begann seine Radsportkarriere als Sprinter auf der Bahn. 2007 wurde er italienischer Meister im 1000-m-Zeitfahren und im Keirin der Juniorenklasse. Bei den Weltmeisterschaften 2007 in Aguascalientes gewann er die Bronzemedaille im Keirin.
Auf der Straße war Pelucchi 2009 beim Mannschaftszeitfahren der Vuelta a Tenerife erfolgreich. 2010 gewann Pelucchi die Trofeo Papà Cervi. 2011 erhielt er seinen ersten Vertrag beim spanischen Professional Continental Team Geox-TMC. In seinem ersten Jahr dort gewann er den Clásica de Almería. In den folgenden Jahren konnte Pelucchi, der sich auch auf der Straße als Sprinter profiliert, zahlreiche Etappensiege bei prominenten Rennen verbuchen. So entschied er 2012 eine Etappe der 4 Jours de Dunkerque für sich, 2013 eine beim Circuit Cycliste Sarthe, 2014 eine Etappe bei Tirreno–Adriatico, 2015 zwei Etappen der Polen-Rundfahrt. Nach zwei sieglosen Jahren gelangen ihm 2018 und 2019 sieben Etappensiege in kleineren internationalen Etappenrennen.
Nach Ablauf der Saison 2021 beendete Pelucchi seine Karriere als Aktiver.

## Diverses
2008 lernte Matteo Pelucchi bei einem Bahnrad-Wettbewerb die Rennfahrerin Marina Romoli kennen; die beiden verlobten sich. Am 1. Juni 2010 befand sich das Paar gemeinsam mit dem Radsportkollegen Samuele Conti auf einer Trainingsfahrt. In der Nähe von Lecco wurde Romoli von einer Autofahrerin geschnitten. Sie stürzte, musste mehrfach operiert werden und sitzt seitdem querschnittgelähmt im Rollstuhl. Anschließend dachte Pelucchi darüber nach, mit dem Radsport aufzuhören. Im Februar 2014 trauerte er um seinen Freund Kristof Goddaert, der bei einem Trainingsunfall ums Leben kam und mit Pelucchi noch kurz zuvor bei einer Rundfahrt das Zimmer geteilt hatte.

## Erfolge

### Straße
2011
- Clásica de Almería

2012
- eine Etappe 4 Jours de Dunkerque
- eine Etappe Ronde de l’Oise

2013
- eine Etappe Circuit Cycliste Sarthe

2014
- eine Etappe Tirreno–Adriatico
- eine Etappe Burgos-Rundfahrt

2015
- Trofeo Ses Salines
- Trofeo Palma
- zwei Etappen Polen-Rundfahrt

2018
- Mannschaftszeitfahren Czech Cycling Tour
- eine Etappe Slowakei-Rundfahrt

2019
- zwei Etappen Tour de Langkawi
- eine Etappe Aragon-Rundfahrt
- eine Etappe Tour Poitou-Charentes en Nouvelle-Aquitaine
- zwei Etappen Tour of Taihu Lake

### Bahn
2007
- Junioren-Weltmeisterschaft – Keirin
- Italienischer Junioren-Meister – 1000-m-Zeitfahren, Keirin

## Grand-Tour-Platzierungen
| Grand Tour            | 2014 | 2015 | 2016 | 2017 | 2018 | 2019 | 2020 | 2021 |
| --------------------- | ---- | ---- | ---- | ---- | ---- | ---- | ---- | ---- |
| Giro d’ItaliaGiro     | –    | –    | DNF  | DNF  | –    | –    | –    | –    |
| Tour de FranceTour    | –    | –    | –    | –    | –    | –    | –    | –    |
| Vuelta a EspañaVuelta | DNF  | –    | DNF  | –    | –    | –    | –    | –    |